# Vít Hušek
Doc. Vít Hušek (* 29. červen 1971, Hradec Králové) je český teolog, filozof a psycholog, působící na Cyrilometodějské teologické fakultě Univerzity Palackého a od 14. září 2022 je jejím děkanem.

## Stručný životopis
V letech 1992-1997 absolvoval magisterské studium teologie na Cyrilometodějské teologické fakultě Univerzity Palackého, paralelně studoval psychologii na tamní filozofické fakultě (1994-1998). V roce 2003 získal na olomoucké teologické fakultě doktorát v oboru systematická teologie a křesťanská filosofie, roku 2017 se habilitoval v oboru teologie. Na CMTF dlouhodobě působil jako proděkan, v roce 2022 byl zvolen děkanem fakulty na funkční období 2022-2026.

## Dílo
- Seznam děl v Souborném katalogu ČR, jejichž autorem nebo tématem je Vít Hušek
- Ambrosiaster a dějiny spásy v kontextu předaugustinovské západní teologie, Praha: Oikúmené, 2017. 151 str. ISBN 978-80-7298-233-2.
- Symbol ve filosofii Paula Ricoeura, Svitavy: Trinitas, 2004. 182 str. ISBN 80-86036-89-8.